# سید موسی موسوی قهدریجانی
سید موسی موسوی قهدریجانی (زادهٔ ۱۳۲۷ قهدریجان) سیاست‌مدار ایرانی است. وی نماینده کرمانشاه در مجلس خبرگان قانون اساسی بود. وی پس از پایان کار این مجلس به سمت نماینده روح‌الله خمینی در غرب کشور منصوب شد. وی پس از آن سمت قائم‌مقام مجمع جهانی تقریب مذاهب اسلامی را بر عهده دارد.